# Prieto Diaz

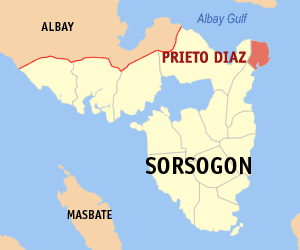
Bản đồ Sorsogon với vị trí của Prieto Diaz

Prieto Diaz là một đô thị hạng 5 ở tỉnh Sorsogon, Philippines. Theo điều tra dân số năm 2015, đô thị này có dân số 22.442 người trong.

## Barangay
Prieto Diaz được chia thành 23 barangay.
| - Brillante (Pob.) - Bulawan - Calao - Carayat - Diamante - Gogon - Lupi - Manlabong - Maningcay De Oro - Perlas - Quidolog - Rizal | - San Antonio - San Fernando - San Isidro - San Juan - San Rafael - San Ramon - Santa Lourdes - Santo Domingo - Talisayan - Tupaz - Ulag |